# Noseaan

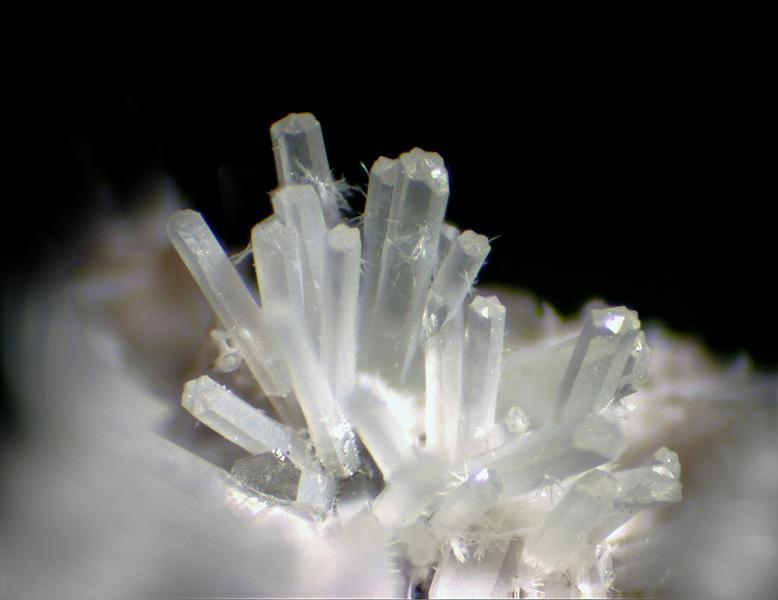
Noseaan

Het mineraal noseaan is een gehydrateerd natrium-aluminium-sulfaat-silicaat met de chemische formule Na8Al6Si6O24(SO4)·(H2O). Het tectosilicaat behoort tot de veldspaatvervangers.

## Eigenschappen
Het witte, grijze, bruine, groene of blauwe noseaan heeft een glas- tot vetglans, een blauwigwitte streepkleur en de splijting is perfect volgens het kristalvlak [110]. De gemiddelde dichtheid is 2,34 en de hardheid is 5,5 tot 6. Het kristalstelsel is isometrisch en het mineraal is niet radioactief.

## Naamgeving
Het mineraal noseaan is genoemd naar de Duitse mineraloog K.W. Nose (1753 - 1835).

## Voorkomen
Noseaan komt voornamelijk voor in silica-arme en alkali-rijke stollingsgesteenten. De typelocatie is de Laacher See in de Duitse Eifel.